# استبدالية

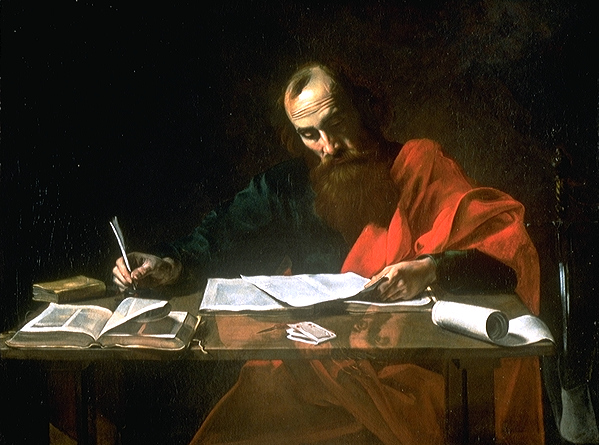
في كثير من الأحيان يتم الاستشهاد بالرسول بولس من قبل أولئك الذين يعتقدون أن الشريعة الدينية الإسرائيلية لم تعد ضرورية في الاحتفال.

الاستبدالية، وتسمى أيضًا لاهوت الاستبدال ولاهوت الإنجاز من قبل أنصارها، هي العقيدة المسيحية التي تقول بأن الكنيسة المسيحية قد حلت محل الشعب اليهودي، وتولت دورهم كشعب الله الموعود، وبالتالي تؤكد أن العهد الجديد من خلال يسوع المسيح قد حل محل العهد الموسوي ‏. يعتقد أصحاب نظرية الاستبدال أن الكنيسة العالمية أصبحت إسرائيل الحقيقية لله ‏، وبالتالي فإن المسيحيين، سواء كانوا يهودًا أو أمميين، هم شعب الله.
غالبًا ما يزعم المسيحيون اللاحقون أن أصل هذه الفكرة يعود إلى الرسول بولس في العهد الجديد، وقد شكلت هذه الفكرة مبدأً أساسيًا في الكنائس الأرثوذكسية الشرقية والكاثوليكية الرومانية واللوثرية طوال أغلب تاريخها. كان العديد من آباء الكنيسة الأوائل -بما في ذلك جوستين الشهيد وأوغسطينوس من هيبون- يؤمنون باستبدالية الكنيسة.
تعتقد معظم الكنائس المسيحية التاريخية، بما في ذلك الكنيسة الأرثوذكسية الشرقية والكنيسة الكاثوليكية الرومانية والكنائس اللوثرية والكنائس الإصلاحية والكنائس الميثودية، أن العهد القديم يتكون من ثلاثة مكونات: طقسية وأخلاقية ومدنية ( cf. لاهوت العهد ). إنهم يعلمون أنه في حين تم استيفاء القوانين الطقسية والمدنية (القضائية)، فإن القانون الأخلاقي للوصايا العشر لا يزال ملزمًا للمؤمنين المسيحيين. منذ القرن التاسع عشر، تبنت بعض المجتمعات المسيحية، مثل جماعة الإخوة البليموثية، اللاهوت التدبيري على النقيض من اللاهوت الاستبدالي ولاهوت العهد.  بالإضافة إلى ذلك، وكجزء من المصالحة المسيحية اليهودية، وضعت الكنيسة الكاثوليكية الرومانية التركيز المتزايد على التاريخ المشترك بين الديانتين المسيحية واليهودية الحديثة.
ترفض اليهودية الحاخامية مبدأ الاستبدال باعتباره مسيئًا للتاريخ اليهودي. يعلّم الإسلام أنه التعبير النهائي والأكثر أصالة للتوحيد الإبراهيمي، متجاوزًا اليهودية والمسيحية. إن التعاليم الإسلامية في التحريف تعلمنا أن الكتب التوحيدية السابقة أو التفسيرات السابقة لها قد تم تحريفها من خلال تفسيرات لاحقة لها، في حين أن القرآن الكريم يقدم نسخة نقية وغير معدلة من رسالتهم الإلهية.

## أنواع
لقد حدد كل من علماء اللاهوت المسيحيين واليهود أنواعًا مختلفة من الاستبدال في القراءة المسيحية للكتاب المقدس.
يشير آر. كيندال سولين إلى ثلاث فئات من الاستبدالية التي حددها علماء اللاهوت المسيحيون: العقابية، والاقتصادية، والبنيوية:
- يمثل المذهب العقابي البديلي مفكرين مسيحيين مثل هيبوليتوس الروماني، وأوريجانوس، ومارتن لوثر. إنها وجهة نظر مفادها أن اليهود الذين يرفضون يسوع باعتباره المسيح اليهودي سوف يدينهم الله نتيجة لذلك، ويخسرون الوعود المستحقة لهم بموجب العهود.
- تُستخدم نظرية الاستبدال الاقتصادي بالمعنى اللاهوتي التقني للوظيفة (انظر الثالوث الاقتصادي ). إنها وجهة نظر مفادها أن الغرض العملي لأمة إسرائيل في خطة الله قد تم استبداله بدور الكنيسة. ويمثلها كتاب مثل جوستين مارتير، وأوغسطين، وبارث.
- إن الاستبدال البنيوي هو مصطلح سولين للتهميش الفعلي للعهد القديم باعتباره معيارًا للفكر المسيحي. على حد تعبيره، "تشير نظرية الاستبدال البنيوي إلى المنطق السردي للنموذج القياسي، حيث تجعل الكتابات العبرية غير حاسمة إلى حد كبير في تشكيل القناعات المسيحية حول كيفية تفاعل أعمال الله، كمُكمِّلٍ ومُخلِّص، مع البشرية بطرق عالمية ودائمة."[12] وقد استخدم كريج أ. بليزنج مصطلحات سولين في كتابه "مستقبل إسرائيل كمسألة لاهوتية".[13]

هذه الآراء الثلاثة ليست متعارضة، ولا تعتمد على بعضها البعض منطقيا، ومن الممكن التمسك بها جميعا أو أي واحدة منها مع أو بدون الآراء الأخرى.  يحاول عمل ماثيو تابي توضيحًا أعمق للغة نظرية الاستبدال في اللاهوت الحديث، والتي وصفها بيتر أوكس بأنها "أوضح تعاليم نظرية الاستبدال في الدراسات الحديثة". جادل تابي بأن رؤية سولين للاستبدال الاقتصادي تشترك في أوجه تشابه مهمة مع أفكار جول إسحاق (المؤرخ الفرنسي اليهودي المعروف بتعريفه "لتعليم الازدراء" في التراث المسيحي)، ويمكن إرجاعها في نهاية المطاف إلى مفهوم "انقضاء الشريعة" في العصور الوسطى - أي فكرة أن مراعاة اليهود للشريعة الطقسية (السبت، والختان، وقوانين الطعام) لم تعد ذات أهمية إيجابية لليهود بعد آلام المسيح. وفقا لسولين، فإن المسيحيين اليوم غالبا ما ينكرون مبدأ الحلولية، ولكنهم لا يفحصون دائما بعناية ما يفترض أن يعنيه ذلك. يعتقد سولين أن عمل تابي هو العلاج لهذا الوضع.